# Foracio
Il Foracio è un gioco di carte italiano, tipicamente veneto (chiamato anche  Foraccio o Scarabocio). Simile allo scopone, si pratica con un mazzo di 52 carte trevisane divise in quattro semi: coppe, denari, bastoni, spade. Le carte per ciascun seme sono: asso, 2, 3, 4, 5, 6, 7, 8, 9, 10, fante, cavallo, re. Ad esse sono attribuiti valori dall'uno al tredici, nell'ordine elencato.

## Regole

### Preparazione
Si gioca in 4 giocatori divisi in 2 coppie. I giocatori si dispongono attorno al tavolo di gioco in modo da frapporre fra un compagno e l'altro un avversario.

### Distribuzione delle carte
Il mazzo spetta a chi solleva la carta con il valore più alto. Il mazziere mischia, fa "tagliare" all'avversario seduto alla sua sinistra ed effettua la distribuzione delle carte in senso antiorario.  Ad ognuno vengono distribuite 13 carte coperte, il sistema di distribuzione delle carte prevede due possibilità: 
- Una alla volta per 13 giri
- 5+4+4 in 3 tornate.

### Gioco
Il giocatore a destra del mazziere (primo di mano) gioca per primo. La giocata consiste nel calare una propria carta scoperta sul tavolo. Il giocatore alla sua destra gioca per secondo e così via gli altri seguono in senso antiorario fino ad esaurimento delle carte. Terminate le 13 carte si conclude la mano o lo scarto, quindi si annota il punteggio parziale e si riprende con lo scarto successivo.
Se la carta giocata è di valore uguale a quello di una carta, o alla somma dei valori di più carte che si trovano sul tavolo, il giocatore prende la carta da lui giocata e quella o quelle di valore corrispondente, e le pone coperte in un mazzetto di fronte a sé, altrimenti depone la carta sul tavolo.
Se vi sono diverse combinazioni di carte che il giocatore può prendere giocando una stessa carta, il giocatore può scegliere tra queste.
Con una figura (re, cavallo, fante) si può raccogliere solo un'altra figura. Con le altre carte si possono raccogliere le carte dello stesso valore oppure fare le combinazioni (es. con un 10 si possono raccogliere( 5+3+2 o 6+4)
Gli assi sono "pigliatutto", cioè il giocatore che cala un asso di qualsiasi seme raccoglie tutte le carte presenti sul tavolo. Questa presa non vale come scopa. Se non ci sono carte sul tavolo, il giocatore raccoglie solo il proprio asso. Pertanto non ci possono essere mai assi sul tavolo.
Al termine della mano, tutte le carte eventualmente rimaste sul tavolo vengono prese dal giocatore che ha preso per ultimo.
Se durante il gioco viene commesso un errore di distrazione questo viene definito "Giogiata". 

#### Scopa
Se un giocatore prende tutte le carte che si trovano sul tavolo, realizza una scopa: Per ricordare il valore della scopa effettuata, il giocatore ripone la carta calata nel mazzetto delle sue prese scoperta e perpendicolare rispetto alle altre.

### Punteggio
Al termine di ogni mano viene calcolato il punteggio ottenuto cumulativamente da ciascuna coppia di giocatori nel seguente modo:
- Punti di mano, cioè carte acquisite:
  - 1° Onore il 2 di spade = 1 punto
  - 2° Onore "la vecchia" il fante di spade = 1 punto
  - 3° Onore "il 10 bello" il 10 di denari = 1 punto
  - Spade: 7 o più spade = 1 punto
  - carte: 27 carte o più (26 se la coppia non ha il mazziere) = 2 punti
  - Se una coppia acquisisce tutti i 6 punti di mano, prende un premio extra di 18 punti per un totale di (6+18) 24 punti.
- Punti di gioco, cioè combinazioni effettuate:
  - Napoli: Si guadagnano tanti punti quante sono le carte in scala, partendo dall'asso di un seme avanzando in modo crescente con lo stesso seme fino a che la scala non si interrompe. La Napoli si realizza con almeno  l'asso, il due e il tre che salgono progressivamente a 4, 5 …13. Ci sono 4 Napoli, una per seme, da un minimo di 3 ad un massimo di 13 punti ciascuna.
  - Scopa: Ogni scopa vale tanti punti quanti sono le carte di scopa prese = da un minimo di 2 punti (scopa di due) ad un massimo di 13 punti (scopa di re)

I punti ottenuti in ogni mano vengono sommati a quelli ottenuti nelle mani precedenti; la partita è vinta dalla coppia di giocatori che per primo raggiunge o supera 71 punti.

## Strategia
Fra le varie regole di carattere strategico:
- Non consentire all'avversario che segue di fare scopa. Perciò il giocatore eviterà, per quanto possibile, di lasciare sul tavolo carte per un valore totale minore o uguale a 10.
- Talvolta è permesso l'uso di segnalare il possesso di una determinata carta al proprio compagno, in modo da impostare comuni strategie di gioco. Ovviamente va tenuto conto che questi segnali sono leggibili anche dagli avversari.
- Cercare di non offrire agli avversari l'occasione di prendere le carte valide per i punti: gli onori, le spade, l'asso, il due, il tre della napoli.

## Varianti
Lo Zobelon varia per le seguenti caratteristiche:
- Ad ogni giocatore vengono date non 13 ma 12 carte in due giri di 6
- Le quattro carte non distribuite vengono messe sul tavolo. Questo è l'unico momento del gioco nel quale si possano trovare assi e re sul tavolo
- Il punteggio di vittoria non è di 71 ma di 121 punti
- Vengono conteggiati anche i punti di colore ovvero quando la carta che raccoglie e le carte raccolte sono del medesimo seme. Se un giocatore realizza un colore, per ricordare il valore dell colore effettuata, ripone la carta calata nel mazzetto delle sue prese scoperta e perpendicolare rispetto alle altre.
- I re sono considerati jolly. Possono raccogliere tutte le carte sul tavolo, come l'asso, o una combinazione di queste quando il giocatore assegna un valore specifico.

## Origini
Il gioco del Foracio nasce nel 1500 in Veneto.
Il nome trae origine probabilmente dalla azione peculiare di giocare l'asso pigliatutto: il foraciare appunto, cioè prendere tutte le carte presenti nel tavolo.